# صعود ترکیبی
صعود ترکیبی به ترکیبی از یخنوردی و سنگنوردی گفته می‌شود که معمولاً با تجهیزات یخنوردی مانند کرامپون و تبر یخ انجام می‌شود. برای این روش صعود تجهیزات منحصر به فردی طراحی شده است. به عنوان مثال کفش‌هایی مانند کفش‌های کوهنوردی که در خود کرامپون نیز دارد.